# Щука смугаста
Щука смугаста (Esox niger) — північноамериканська риба родини щукових. Має характерну смугасту картину на боках, нагадує виглядом північну щуку. Досягає 60 см в довжину і ваги близько 2 кг, рекордний екземпляр важив понад 4 кг.